# Thalassodrilides roseus
Thalassodrilides roseus är en ringmaskart som först beskrevs av Pierantoni 1904.  Thalassodrilides roseus ingår i släktet Thalassodrilides och familjen glattmaskar. Inga underarter finns listade i Catalogue of Life.